# Ісландський шпат
Ісла́ндський шпат (рос. исландский шпат; англ. Iceland spar; нім. Islandspat m, Isländischer Spat m, Doppelspat m) — мінерал класу карбонатів, прозорий крупнокристалічний різновид кальциту; цінна оптична сировина.

## Загальний опис
Безбарвний або забарвлений головним чином в жовтий колір за рахунок незначних домішок заліза, марганцю і, можливо, бітумів.
Характерний різким двозаломленням.
Утворюється з гідротермальних бікарбонатно-хлоридних розчинів у порожнинах основних ефузивних і карбонатних порід.
Головне промислове значення мають поствулканічні родовища трапових формацій древніх платформ (Сибіру, Південної Африки).
Використовується в оптичних і оптичноелектронних системах для поляризації світла і управління світловими потоками.
Виділяють 2 групи сировини: «А» — для роботи в широкому світловому діапазоні і «В» — тільки в червоному та ІЧ-світлі. Крім того, за якістю виділяють 3 сорти ісландського шпату. Родовища у Сибіру, на Кавказі, у ПАР, Ісландії.
Розробляються відкритим способом з обмеженим застосуванням вибухових речовин.

## Сонячний камінь вікінгів

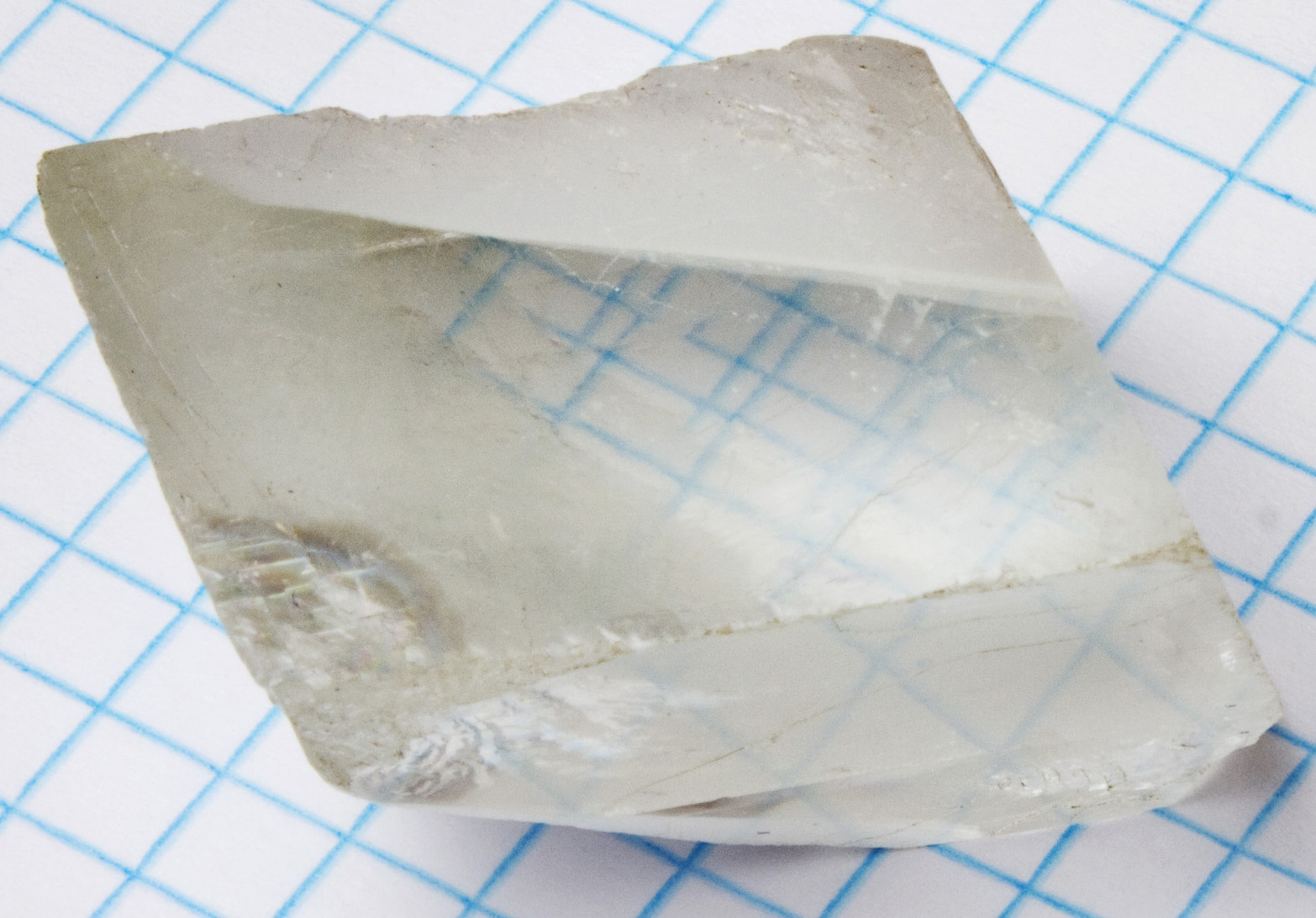
Кальцит з двозаломленням

Зі значною ймовірністю поляризаційні властивості саме ісландського шпату вікінги використовували для навігації. В багатьох середньовічних ісландських літописах згадується, що вікінги під час плавання у відкритому морі в похмурі дні використовували так званий «сонячний камінь» (ісл. sólarsteinn). Безбарвний прозорий кальцит з різким двозаломленням; безбарвний або блідожовтого, рожевого чи блакитного кольору; знайдений в пустотах долериту поблизу Гельгустадір, Ескіфйордур, Ісландія.
У 2-й половині 2000-х років мадярський дослідник Др. Ґабор Хорват (угор. Gábor Horváth) з Будапештського університету з колегами з кількох країн, впродовж кількох років аналізували можливість визначення місцезнаходження Сонця середньовічними вікінгами. За помірної хмарності з доброю точністю вдавалося визначити напрям на Сонце. Проте за значної суцільної хмарності — точність різко падала. Коли ж виникав навіть незначний просвіт у хмарах з будь-якої сторони, то ставало можливим одразу зорієнтуватися.
Камінь спершу «відкалібровували» за ясної погоди визначали затемнені та світліші місця та їх розташування щодо Сонця, та робилася помітки на камені, що в подальшому дозволяло визначати напрям на світило і при сильно розсіяному промінні.